# Géza Frid
Pour les articles homonymes, voir Frid.
Géza Frid (Máramarossziget, 25 janvier 1904 – Beverwijk, 13 septembre 1989) est un pianiste et compositeur néerlandais, hongrois de naissance.

## Biographie
Géza Frid est né à Máramarossziget dans le comté de Máramaros en Autriche-Hongrie (aujourd'hui en Roumanie). Il étudie le piano et la composition à Budapest avec Zoltán Kodály et Béla Bartók. Il s'installe à Amsterdam en 1929. Pendant la Seconde Guerre mondiale, Frid est actif dans la résistance, et devient citoyen néerlandais en 1948. Il a enseigné la musique de chambre au Conservatoire d'Utrecht.
Frid a donné beaucoup de récitals à travers le monde : en Italie (1926, 1955, 1965), en Indonésie (1948–1949, 1951, 1956), au Siam et en Égypte (1951), en Israël (1962, 1965, 1967), en URSS (1963), en Amérique du Sud et du Nord (1965, 1967), en Turquie (1965), aux Pays-Bas (1967), au Surinam et aux Antilles néerlandaises (1970), aux États-Unis (1970, 1974), en Hongrie (1971, 1974). Il a, notamment, enregistré (avec Luctor Ponse) la Sonate pour deux pianos et percussions de Bela Bartok (Mercury).
Il meurt à Beverwijk et est enterré au cimetière de Zorgvlied.

## Prix
En 1949, il reçoit le prix de la musique de la ville d'Amsterdam pour « Paradou » (fantaisie symphonique), en 1950 le deuxième prix du Wereldomroep-KNTV - concours pour les variétés et le chant populaire néerlandais avec Variations sur un chant populaire néerlandais, pour chœur et orchestre, et en 1951 le troisième prix au Concours International pour Quatuor à Cordes pour son troisième quatuor. En 1954, il remporte le prix pour la musique de la ville d'Amsterdam pour « Études Symphoniques » ; en 1956 le second prix du gouvernement hollandais pour sa sonate pour violon et piano, op. 50 et le quatrième prix au Concours International pour Quatuor à Cordes de Liège pour son quatrième quatuor. En 1990, Frid remporte à titre posthume le prix Bartók de la Ferenc Liszt Hochschule de Budapest.

## Publications
En 1976, son livre Oog in oog met... (Face à face avec...Tolstoï, T. Mann, G. Bomans, B. Mussolini, W. Mengelberg, B. Bartok et M. Ravel) est publié (éd. Heuff). En 1984, il publie ses mémoires : In 80 jaar de wereld rond [Tour du monde en 80 ans] (éd. Strengholt).

## Œuvres

### Musique de scène
- Fête Champêtre, Ballet, op. 38 (1951)
- Luctor et Emergo, Ballet, op. 43 (1953)
- De Zwarte Bruid (La mariée en noir), Opéra parodique, op. 57 (1958) sur un livret de Cornelis Jan Kelk
- Euridice, Ballet, op. 61 (1960–1961)
- Toneelmuziek bij "Twelfth Night" (musique de scène pour La Nuit des rois de William Shakespeare), pour quintette à vent et harpe, op. 65 (1962)
- Toneelmuziek bij "Hamlet" (Musique de scène pour Hamlet de William Shakespeare) pour petit orchestre, op. 68 (1964)

### Orchestre
- Suite, op. 6 (1929)
- Tempesta d'orchestra, op. 10 (1931)
- Divertimento pour orchestre à cordes (ou quintette à cordes), op. 11 (1932)
- Symphonie, op. 13 (1933)
- Nocturnes pour flûte, harpe et orchestre à cordes, op. 24 (1946)
- Paradou, op. 28 (1948)
- Kermesse à Charleroi, op. 44 (1953) ; existe en transcription pour piano à quatre mains
- Caecilia-ouverture, op. 45 (1954)
- Suid-Afrikaanse rhapsodie, op. 46a (1954) ; existe en version pour ensemble à vents
- Études symphoniques, op. 47 (1954)
- Serenade pour orchestre de chambre, op. 52 (1956)
- Fragmenten uit De Zwarte Bruid (Fragments extrait "La mariée en noir"), op. 57a (1959)
- Ritmische studies (Études rythmiques) pour orchestre de chambre, op. 58 (1959) ; et transcription pour 2 pianos
- Variations sur un Thème de Zoltán Kodály : Variation III (1962); composé en collaboration avec Antal Doráti, Tibor Serly, Ödön Pártos et Sándor Veress pour le 80e anniversaire de Kodály
- Symphonietta pour orchestre à cordes, op. 66 (1963)
- Toccata, op. 84 (1973) ; également pour 2 pianos
- Muziek voor violen en altviolen (Musique pour violons et violons alto), op. 92 (1977)

### Musique concertante
- Podiumsuite pour violon et petit orchestre, op. 3a (1928, 1948) ; original pour violon et piano
- Concerto pour violon et orchestre, op. 7 (1930)
- Concerto pour piano et chœur mixte (vocalise), op. 14 (1934)
- Romance et Allegro pour violoncelle et orchestre, op. 16 (1928)
- Concerto pour 2 violons et orchestre, op. 40 (1952)
- Concerto pour 2 pianos et orchestre, op. 55 (1957)
- Concertino pour violon, violoncelle et orchestre, op. 63 (1961)
- Concerto pour 3 violons et orchestre, op. 78 (1969)
- Concerto pour Clarinette, Petite clarinette, clarinette alto, Clarinette basse) et orchestre à cordes, op. 82 (1972)
- Olifant-variaties (Variations éléphant) pour contrebasse et orchestre à cordes, op. 91 (1977)
- Concertino pour 2 trompettes et orchestre, op. 93 (1977)
- Concerto pour alto, orchestre à cordes et grosse caisse, op. 108 (1985)

### Ensemble à vents
- Variaties op een Nederlands volkslied (Variations sur un chant populaire néerlandais), op. 29 (1949) ; version pour piano seul ; et pour chœur et orchestre
- Rhapsodie, op. 42a (1952, 1971) ; original pour clarinette et piano
- Suid-Afrikaanse rhapsodie, op. 46b (1954) ; également pour orchestre
- Vier schetsen (4 esquisses), op. 72a (1966) ; également pour piano à quatre mains
- Brabant en Maramures, op. 94 (1978)

### Musique de chambre
- Trio à cordes, op. 1 (1926)
- Quatuor à cordes No. 1, op. 2 (1926)
- Podiumsuite pour violon et piano, op. 3 (1928) ; également orchestrée (1948)
- Quintette à vents (Sérénade) pour flûte, 2 clarinettes, basson et cor, op. 4 (1928)
- Caprice Concertante pour flûte et piano (1930)
- Sonate en cinq pièces pour violoncelle et piano, op. 9 (1931)
- Sonate pour violon seul, op. 18 (1936)
- Quatuor à cordes No. 2 « Fuga's », op. 21 (1939)
- Sonatine pour alto et piano, op. 25 (1946)
- Trio avec piano, op. 27 (1947)
- Quatuor à cordes No. 3 "Fantasia tropica", op. 30 (1949)
- Twintig duo's (Vingt duos) pour 2 violons, op. 37 (1951)
- Tien stukken voor blokfluiten (10 pièces pour flûtes à bec), op. 39 (1951)
- Rhapsodie pour clarinette et piano, op. 42 (1952) ; également transcrit pour ensemble à vents
- Transcripties (Transcriptions) pour flûte à bec soprano et clavecin, op. 49 (1955)
- Sonate pour violon et piano, op. 50 (1955)
- Quatuor à cordes No. 4, op. 50a (1956)
- Twaalf metamorfosen (12 métamorphoses) pour 2 flûtes (ou ensemble à vents) et piano, op. 54 (1957)
- Duo pour 2 violons (1960)
- Étude rythmique, pour violon et piano (1960)
- Fuga voor harpen (Fugue pour harpes) pour ensemble de harpes, op. 62 (1961)
- Zeven pauken en een koperorkest (Sept timbales et orchestre de cuivres) pour 7 timbales et ensemble de cuivres, op. 69 (1964)
- Sextuor pour flûte, hautbois, clarinette, basson, cor et piano, op. 70 (1965)
- Dubbeltrio (Double trio) pour flûte (piccolo), hautbois (cor anglais) et basson (contrebasson), op. 73 (1967)
- Gertleriade pour violon seul (1967)
- Chemins divers, pour flûte, basson (ou 2 violons) et piano, op. 75 (1968)
- Paganini-variaties (Paganini Variations) pour 2 ensembles de violons ou 2 violons, op. 77 (1968–1969)
- Duo pour violon et violoncelle, op. 80 (1972)
- Arabesques Roumaines pour flûte de pan ou flûtes à bec, op. 85a (1973–1974, 1984) ; original pour chœur de femmes a cappella
- Caprices Roumains pour hautbois et piano, op. 86 (1975) ; également pour chœur d'homme a cappella
- Sons Roumains (sons de Romanie) pour flûte, alto, harpe et percussion, op. 87 (1975)
- Kleine suite pour saxophone alto et piano, op. 88 (1975)
- Vice versa I pour saxophone alto et marimba, op. 95 (1982)
- Vice Versa II pour alto et piano, op. 96 (1982)
- Symmetrie I pour vents et percussion, Symmetrie II pour vents et piano, op. 98 (1984)
- Quatuor à cordes No. 5, op. 99 (1984)
- Symmetrie III pour flûte piccolo, violon, violoncelle et basson, op. 100 (1985)

### Piano
- Sonate, op. 5 (1929)
- Twaalf muzikale caricaturen (Douze caricatures musicales), op. 8 (1930)
- Vier études (4 études), op. 12 (1932)
- Drie stukken (3 pièces), op. 17 (1927–1936)
- Preludium en fuga (Prélude et fugue) pour 2 pianos, op. 23 (1945)
- Variaties op een Nederlands volkslied, op. 29a (1949) ; original pour ensemble à vents ; transcrit pour chœur avec orchestre
- Kermesse à Charleroi pour piano à quatre mains, op. 44a (1953) ; également pour orchestre
- Ritmische studies pour 2 pianos, op. 58a (1959) ; original pour orchestre de chambre
- Muziek voor S.D. (Music for S.D.) for 2 pianos, Op. 67 (1963)
- Esquisses autobiographiques (Autobiographical Sketches) for piano (1964)
- Vier schetsen (4 Sketches) for piano 4-hands, Op. 72b (1966); also for wind band
- Dimensies (Dimensions) pour piano et bande (ou 2–3 pianos), op. 74 (1967)
- Toccata pour 2 pianos, op. 84a (1973) ; également pour orchestre
- Foxtrot pour 2 pianos (1975) ; d'après l'œuvre collaborative Een suite voor De Suite
- Zes miniaturen (6 miniatures), op. 107 (1985)

### Musique vocale
- Abel et Caïn pour basse et orchestre, op. 15 (1935) sur un poème de Charles Baudelaire
- Vier liederen (4 lieder) pour mezzo-soprano et piano, op. 19 (1924–1938) sur un poème d'Endre Ady
- Schopenhauer-Cantate pour voix et orchestre, op. 22 (1938–1944) sur un texte de Arthur Schopenhauer
- Vox amantium pour voix et piano, op. 26 (1947) sur un poème d'Albert Helman
- Drie romances pour soprano et piano, op. 41 (1952, orchestration 1955) sur un poème d'Heinrich Heine
- Kinderliedjes I (lieder pour enfants I) pour mezzo-soprano ou chœur d'enfants et piano, op. 53 (1957) sur un poème d'Annie M. G. Schmidt
- Kinderliedjes II (lieder pour enfants II) pour mezzo-soprano ou chœur d'enfants et piano, op. 56 (1958) sur des poèmes d'Albert Verwey, Petrus Augustus de Génestet, Gijsbert Lovendaal
- Abschied (Adieu) pour voix grave et piano, op. 59 (1960) sur un texte d'Hermann Hesse
- Auf Reise (Le voyage), Cycle de mélodies pour ténor et piano, op. 60 (1960) sur des textes d'Hermann Hesse
- Drie Shakespeare-liederen pour baryton et harpe (ou piano), op. 65a (1962) sur des poèmes de William Shakespeare
- Venedig (Venise), Cycle de mélodies pour voix grave et piano, op. 83 (1973) sur des textes d'Hermann Hesse
- Drie gedichten (3 poèmes) pour narrateur, saxophone alto saxophone et guitare, op. 89 (1976) sur des textes d'Igor Streepjes, Petrus Augustus de Génestet, Albert Verwey
- Duet in twee talen (Duo en deux langues) pour soprano, alto et marimba ou piano, op. 106 (1985)

### Musique chorale
- Fiat Lux pour double chœurs d'homme, op. 20 (1938) sur un texte de Guido Gezelle
- Variaties op een Nederlands volkslied (Variations sur une mélodie folklorique néerlandaise), op. 29b (1949) ; original pour ensemble à vents ; également pour piano seul
- Zeven drinkliederen (Sept chansons à boire) pour chœurs d'hommes a cappella, op. 31 (1950)
- Hymne aan de arbeid (Hymne au travail) pour chœurs d'hommes et orchestre, op. 32 (1951)
- Spreekwoorden (Proverbes), 2 séries pour chœurs d'hommes a cappella, op. 33 (1950–1951)
- Vier gemengde koren (4 chœurs mixtes) pour chœur mixte a cappella, op. 34 (1950–1951)
- Tien klaagliederen (10 Lamentations) pour chœur de femme a cappella, op. 35 (1951)
- Spreuken en citaten (Proverbes et citations), 2 séries pour chœur mixte a cappella, op. 36 (1951)
- Muziek uit Luctor et Emergo (musique de « Luctor and Emergo ») pour chœur et orchestre, op. 43a (1953)
- Suite pour chœur mixte et piano, op. 48 (1955) ; sur de vieilles chansons néerlandaises
- Das Sklavenschiff (Le navire d'esclaves) pour ténor et baryton, chœur d'homme, cuivres (ou piano), percussion et piano, op. 51 (1956) sur un poème d'Heinrich Heine
- Acht vocalises (8 vocalises) pour chœur a cappella, op. 64 (1962)
- Ballade pour chœur mixte et ensemble d'instruments à vents, op. 71 (1965), ou pour chœur mixte, cordes, piano à quatre mains et percussion (1968) sur un texte de J. Slauerhoff
- Non far' tutto, pour chœur d'hommes a cappella, op. 76 (1968)
- Houdt den Tijd! (Gardez le Temps !) pour chœur d'hommes et percussion, op. 79 (1970) sur un poème de Dirk Vansina
- Buurtkermis in Vlaanderen (Foire de Flandre) pour chœur d'hommes, piano et percussion, op. 81 (1972) sur un texte de Simoens
- Arabesques Roumaines pour chœur de femmes a cappella, op. 85 (1973–1974)
- Caprices Roumains pour chœur d'hommes a cappella, op. 86a (1975) ; également pour hautbois et piano
- Het kwaad der wereld (Le mal du monde) pour ténor solo, chœur d'homme et orgue, op. 90 (1976) sur un texte d'Épicure
- Drinklied (chanson à boire) pour chœur d'homme a cappella, op. 97 (1984) sur un poème de S. Daens
- Drie Duitse koorteksten (3 chorals en allemand) pour chœur mixte, op. 101 (1985)
- Drie Franse koorteksten (3  chorals en français) pour chœur mixte, op. 102 (1985)
- Drie Engelse koorteksten (3  chorals en anglais) pour chœur mixte, op. 103 (1985)
- Twee Nederlandse koorteksten (2  chorals en néerlandais) pour chœur mixte, op. 104 (1985)
- Drie Italiaanse spreekwoorden (3 proverbes italiens) pour chœur d'hommes a cappella, Op. 105 (1985)

## Discographie
Ont été publiés notamment le Sinfonietta op. 66 (Q Disc Q 97006) et plusieurs œuvres de chambre (Q Disc Q 87023). À l'occasion du centenaire Géza Frid, des œuvres chorales ont été publiées chez Hungaroton Classic (HCD 32362).